# 리지 (영화)
《리지》(영어: Lizzie)는 2018년에 개봉한 미국의 전기, 스릴러 영화이다. 크레이그 윌리엄 맥닐이 감독을 맡았으며, 영화는 실제 사건인 리지 보든의 도끼 살인사건을 다룬다. 2018 선댄스 영화제에서 전세계 최초 상영했다.

## 출연

### 주연
- 크리스틴 스튜어트
- 클로에 세비니

### 조연
- 제이미 쉐리던
- 데니스 오헤어
- 킴 딕켄스
- 피오나 쇼우
- 제프 페리
- 타라 오크스
- 제이 허걸리
- 돈 헨더슨 베이커
- 다린 쿠퍼

## 기타
- 라인프로듀서: 린 애펠
- 미술: 엘리자베스 J. 존스
- 세트: 제임스 에드워드 페렐 주니어
- 시각효과: 비코 샤라바니
- 의상: 나탈리 오브라이언
- 배역: 제시카 켈리
- 배역: 케이트 겔러